# The Biography Channel
The Biography Channel (Eigenschreibweise THE BIOGRAPHY CHANNEL) war ein digitaler Bezahl-TV-Kanal, der vom 31. März 2007 bis zum 22. September 2014 in Deutschland auf Sendung war. Das Programm von BIO bestand vor allem aus biografischen Porträts von bedeutenden Persönlichkeiten wie Schauspielern, Musikern, Künstlern, Autoren, Sportlern, Wirtschaftsgrößen und Politikern. Neben Biografien zeigte The Biography Channel auch Real-Life- und Lifestyle-Serien. Das Programm setzte sich aus Einzelsendungen, Reihen und Serien zusammen, die in sich thematisch geordnet waren.
The Biography Channel erhielt seine Sendelizenz von der Niedersächsischen Landesmedienanstalt (NLM), Hannover. Gesellschafter des digitalen Spartenkanals waren als Joint Venture die A+E Networks (ehemals AETN International) und NBC Global Networks Deutschland. The Biography Channel firmierte unter der Bezeichnung The History Channel (Germany) GmbH & Co. KG, welche den Schwestersender History betreibt. The Biography Channel erreichte weltweit über 79 Millionen Haushalte in 23 Ländern und wurde in 11 Sprachen übersetzt.
Am 22. September 2014 wurde die deutschsprachige Version des Senders durch A&E Germany ersetzt.

## Programmangebot
Das Programm wurde vollständig durch The Biography Channel Deutschland zusammengestellt und setzte sich aus Produktionen von A+E Networks, Sendungen des deutschen Produktionspartners ZDF und weiteren Zulieferern zusammen. Der jährlich erneuerte und erweiterte Katalog von The Biography Channel umfasste über 1400 Programmstunden. Das Programm setzte sich aus festen Slots, wöchentlichen Themenprogrammierungen und Serien zusammen, die in thematisch geordneten Kategorien unter festen Rubriktiteln programmiert waren.

### bio.special
bio.special präsentierte besonders ausführliche biografische Porträts. Die zweistündigen Sendungen stellten das Leben herausragender Persönlichkeiten dar und beleuchteten hierbei die eher unbekannten Züge im Wesen von Schauspielern, Musikern und anderen Menschen des öffentlichen Lebens. Weiter zeichnete sich bio.special durch Sendereihen zu besonderen Themenschwerpunkten aus.

### bio.fashion
Bei „bio.fashion“ drehte sich alles um Mode und Design. BIO blickte in Serien wie „Project Runway – Designer gesucht!“ und bot so Einblick hinter die Kulissen der Modewelt, in das Leben von Designern und Models. Außerdem zeigte das Format aktuelle Outfits von den Laufstegen in Paris, Mailand und New York.

### bio.extra
bio.extra befasste sich mit dem Leben prominenter Menschen aus den verschiedensten Bereichen, wie etwa die Spitzensportler Tiger Woods und Mike Tyson, die Magier David Copperfield und Siegfried & Roy, Künstler wie Andy Warhol oder die kreativen Köpfe des Modelabels Versace.

### bio.rocks
bio.rocks zeigte das Leben von Musikstars auf und hinter der Bühne, zum Beispiel von Tom Jones, Tommy Lee, Rod Stewart, Johnny Cash, Puff Daddy, Shania Twain. In besonderen Fernsehmusikshows führten Künstler selbst durch die Sendung. Mit Konzerten wie von Kylie Minogue oder Coldplay und Dokumentation zu berühmten Musikalben, wie etwa „The Joshua Tree“ von U2 oder „Nevermind“ von Nirvana wurde diese Programmsparte abgerundet.

### macht&geld
Die Familien Rockefellers, Hilton und Trump, die Erfinder von Google sowie das Leben vieler weiterer Geldmächtigen präsentierte The Biography Channel unter der Rubrik „macht&geld“.

### stars&sternchen
BIO zeigte die private Welt von Stars & Sternchen wie Angelina Jolie, Clive Owen, Ben Stiller, Winona Ryder, Christopher Reeve oder Sean Connery.

### berühmt&berüchtigt
In diesem Programmbereich werden berühmt-berüchtigte Verbrecher wie Jack Ruby, der den angeblichen Kennedy-Mörder erschoss, oder O.J. Simpson, der nicht nur als Football-Star bekannt wurde, vorgeführt. Ihre Lebensgeschichte wurde rekonstruiert und die Verbrechen dargestellt.

### reallife.serie
Die Reallife-Serie „Gene Simmons: Family Jewels – Papa war ein Kiss“ begleitet den KISS-Bassisten Gene Simmons in seiner zunächst unpassend scheinenden Rolle als Familienvater. Einblicke in ein Tattoo-Studio und dessen Besucher ermöglichte das Reallife-Format „Inked – Unter die Haut“.

### Der elfte Tag
Die Sendung erzählte die Geschichte des Attentats der Olympischen Spiele in München 1972 erstmals aus einer neuen bisher unbekannten Perspektive. BIO beleuchtete die Geschichte derjenigen israelischen Sportler, die damals vor Ort waren und den Attentätern nur knapp entkamen. 40 Jahre später kehrten die Überlebenden zurück nach München und berichteten in der Weltpremiere der Dokumentation „Der elfte Tag – Die Überlebenden von München 1972“ aus einer Perspektive, die bisher kaum wahrgenommen wurden.

### Ich überlebte! Deutsche Schicksale
In der BIO-Erfolgsreihe „Ich überlebte! Deutsche Schicksale“ erzählten Menschen von ihren persönlichen Schicksalen und wie sie den Tag erlebten und überlebten, an dem sie dem Tod völlig unvorhergesehen gegenüberstanden.

### Originaltoene
In der Interviewreihe Originaltoene wurden Newcomer und Legenden jeweils im Interview vorgestellt und interpretierten einen ihrer Songs live.

## Empfangsmöglichkeiten
The Biography Channel wurde über Kabel und Satellit sowie als IP- und Mobil TV im
gesamten deutschsprachigen Raum verbreitet. Eine Auswahl der Programme war als Video on Demand-Angebot erhältlich.
Kabel
Das Programm wurde jeweils im Paket zusammen mit einer Auswahl weiterer Sender bundesweit über die digitalen Plattformen der Netzbetreiber Kabel Deutschland, Unitymedia, Kabel Baden-Württemberg, PrimaCom und dem Eutelsat Kabelkiosk angeboten. Der Empfang erfolgte über einen Decoder via Abonnement.
Satellit
Der Satellitenempfang erfolgte über das Senderpaket Sky Welt Extra per Digital-Receiver via Abonnement.
IP-TV und DSL
Als Internetportal-Fernsehen gab es The Biography Channel bei Telekom sowie bei Vodafone. Via DSL wurde The Biography Channel bei Alice Big Entertainment angeboten.
Video on Demand
Eine Auswahl der Sendungen von The Biography Channel waren als Video on Demand-Angebot bei maxdome erhältlich. Zusätzlich konnten Abonnenten der TV-Pakete bei Vodafone, Eutelsat KabelKiosk, Telekom (TV-Archiv) und Kabel Deutschland (bisher nur in Hamburg, München und Berlin bei Select Video) die Inhalte von BIO mittels Video on Demand beziehen.
Schweiz und Österreich
In der Schweiz wurde das deutschsprachige Programm von The Biography Channel via Cablecom sowie Swisscable und in Österreich über Sky, UPC Telekabel, Liwest, Telesystem Tirol sowie aonDigital TV (Telekom Austria) verbreitet. Außerdem konnte der Sender in Österreich über Hutchison 3G Austria als Mobil-TV auf dem Mobiltelefon empfangen werden.

## The Biography Channel als weltweite Marke
A+E Networks baut Partnerschaften mit anderen TV-Netzwerken rund um die Welt auf, um neue Sender oder gebrandete Programmfenster in neuen Gebieten zu starten. Sämtliche Programme der Partnergesellschaften von The Biography Channel sind einmalig und werden vor Ort vom lokalen Management geleitet und zusammengestellt. Die Partnergesellschaften führen sowohl die Sendungen des Katalogs von The Biography Channel, als auch lokale Produktionen im Programm.

### USA
Der Sender startete am 1. Januar 1999. Am 7. Juli 2014 wurde er durch FYI ersetzt.

### Großbritannien
Der britische Ableger startete im Oktober 2000. Am 4. November 2013 wurde er durch Lifetime ersetzt.

### Asien
Ein Ableger für Asien startete am 27. Mai 2008. Er soll im Oktober 2014 durch FYI ersetzt werden.

### Kanada
Der Sender startete am 7. September 2001. Parallel startete am 1. September 2014 eine kanadische Version von FYI, welche TwistTV ersetzte.

## Sendungen
Auf dem TV-Sender wurden u. a. bereits Biografien von ABBA, Al Capone, Andre Agassi, Angelina Jolie, Anna Nicole Smith, Antonio Banderas, Ben Stiller, Bill Cosby, Bill Gates, Bob Dylan, Brad Pitt, Brooke Shields, Bruce Willis, Calvin Klein, Carlos Santana, Carmen Electra, Cat Stevens, Celine Dion, David Copperfield, Dean Martin, Donald Trump, Donna Karan, Drew Barrymore, Elton John, Giorgio Armani, Gloria und Emilio Estefan, Harold Shipman, Heather Locklear, den Hiltons, Versace, Ian Fleming, Ivana Trump, Jack the Ripper, Jackson Pollock, James Joyce, Jamie Oliver, Jason Priestley, Jeff Bridges, Jodie Foster, John Belushi, Kevin Costner, Larry Flynt, Laura Ashley, Lisa Marie Presley, Madame Tussaud, Maria Callas, Marquis de Sade, Mary-Kate und Ashley Olsen, Mike Tyson, O.J. Simpson, Olivia Newton-John, Pablo Escobar, Pamela Anderson, Prinz Charles, Robin Williams, Rock Hudson, Rod Stewart, Roman Polanski, Russell Crowe, Sean Connery, Shania Twain, Stephen King, Steve Martin, Sylvester Stallone, Tom Hanks, Tom Jones, Tommy Lee, Vera Wang, Warren Buffett und vielen mehr gesendet.
Außerdem wurden auf dem Sender Reality-Serien wie Shipping Wars – Die Transporter ausgestrahlt.

## Auszeichnungen
Der deutschsprachige Biography Channel erhielt im Rahmen der Verleihung der Hot Bird TV Awards 2008 einen Award in der Kategorie Dokumentation. Außerdem gewann der Sender 2013 mit der Dokumentation „Der elfte Tag – Die Überlebenden von München 1972“ den von SKY verliehenen Mira Award in der Kategorie „Beste lokale Eigenproduktion“.